# لا بوبلا دي لايليت
بلدية لا بوبلا دي ليليت (بالكاتالانية: la Pobla de Lillet) هي إحدى بلديات مقاطعة برشلونة، والتي تقع في منطقة كاتالونيا، شرق إسبانيا.
يبلغ عدد سكانها 1.322 نسمة وفقاً لإحصائية سنة (2007).